# Danh sách cầu thủ tham dự Cúp CEMAC 2014
Cúp CEMAC 2014 là mùa giải thứ 9 của Cúp CEMAC – giải bóng đá của các quốc gia Trung Phi.
Giải đấu diễn ra ở Guinea Xích Đạo từ 1–14 tháng 12.

## Bảng A

### Cameroon
Huấn luyện viên: François Heya
| Số | Vt | Cầu thủ            | Ngày sinh (tuổi) | Số trận | Câu lạc bộ         |
| -- | -- | ------------------ | ---------------- | ------- | ------------------ |
|    | TM | Pierre Abogo       |                  |         | Tonnerre Yaoundé   |
|    | TM | Eyilli Ngosso      |                  |         | Fovu Club          |
|    | TM | Georges Bokwe      |                  |         | Coton Sport        |
|    | HV | Jean Matike        |                  |         | Union Douala       |
|    | HV | Manga Bah          |                  |         | Coton Sport        |
|    | HV | Tabi Manga         |                  |         | Apejes de Mfou     |
|    | HV | Denis Dassi        |                  |         | NQSA               |
|    | HV | Bongnyang Fernando |                  |         | Coton Sport        |
|    | HV | Kombi Mandjang     |                  |         | Union Douala       |
|    | HV | Ngah Fabrice       |                  |         | Astres FC          |
|    | TV | Zock A Bep         |                  |         | Cosmos de Bafia    |
|    | TV | Abanda Nkoa        |                  |         | Tonnerre Yaoundé   |
|    | TV | Tembeng            |                  |         | Astres FC          |
|    | TV | Atouba Yacid       |                  |         | Canon Yaoundé      |
|    | TV | Arnaud Monkam      |                  |         | AC Léopards        |
|    | TĐ | Nkama Grégoire     |                  |         | Panthère du Ndé    |
|    | TĐ | Ngando Mbiala      |                  |         | New Star de Douala |
|    | TĐ | Noubissi Marius    |                  |         | Astres FC          |
|    | TĐ | Moussa Souleymanou |                  |         | Coton Sport        |
|    | TĐ | Yanki Joseph       |                  |         | UMS de Loum        |
|    | TĐ | Heumi Christian    |                  |         | Astres FC          |

### Cộng hòa Trung Phi
Huấn luyện viên: Etienne Kopo Momokoamas
Thủ môn
•	1) Samolah Elvis (EFC5)
•	2) Gondje Evrard (DFC8)
•	3) Gbavito Levant (Olympique)
Hậu vệ
•	4) Mangou Acquis Florent (DFC8)
•	5) Tamboulas Parfait (Olympique)
•	6) Kéthévoama Thérence (SCAF)
•	7) Bedot Junior (SCAF)
•	8) Boutou Odin (DFC8)
•	9) Azou Brice (DFC8)
Tiền vệ
•       10) Dimokoyen Symphor (Fatima)
•	11) Bekaïn Steve (Comboni)
•	12) Gbafio Semboy Jeffersson (Tempête)
•	13) Bokanda Normand (Tempête)
•	14) Gueze Ulrich (Olympique)
•	15) Toropité Trésor (DFC8)
•	16) Gofité Doualan (Comboni)
•	17) Ngaïdangare Christian (FCFDS, 2e division)
•	18) Sanféï Wilson
Tiền đạo
•	19) Bida David (DFC8)
•	20) Sandjo Boris (DFC8)
•	21) Grengou Cyrus (SCAF)
•       22)  Gael Guétoua (EFC5)

### Guinea Xích Đạo
Huấn luyện viên: Aniceto Okenve
Thủ môn
- 13 Felipe Ovono

Hậu vệ
- 3 Bama
- 5 Adriano Pereira dos Santos
- 4 Diosdado Mbele
- Sebastián Bonifacio Nguema Esono

Tiền vệ
- 6 Juvenal Edjogo-Owono (C)
- 10 Dio
- 18 Mike Campaz
- 19 Viera Ellong

Tiền đạo
- 7 César Augusto Rivas
- 11 Rubén Darío
- Eusebio Edjang
- Wenceslao Afugu Nkogo

## Bảng B
Source:

### Tchad
Huấn luyện viên: Emmanuel Trégoat
| Số | Vt | Cầu thủ                    | Ngày sinh (tuổi)            | Số trận | Câu lạc bộ            |
| -- | -- | -------------------------- | --------------------------- | ------- | --------------------- |
| 1  | TM | Mbairamadji Dillah         | 18 tháng 9, 1985 (29 tuổi)  |         | Foullah Edifice       |
|    | TM | Adoum Deffallah            |                             |         | Elect-Sport FC        |
| 14 | HV | Constant Madtoingué        | 23 tháng 9, 1994 (20 tuổi)  |         | AS CotonTTchad        |
| 15 | HV | Natar Aldongar             | 16 tháng 10, 1992 (22 tuổi) |         | Foullah Edifice       |
| 18 | HV | Beadoum Mondé              | 1 tháng 1, 1988 (26 tuổi)   |         | Gazelle FC            |
| 22 | HV | Cesar Abaya                | 12 tháng 10, 1984 (30 tuổi) |         | Renaissance FC        |
|    | HV | Mondésir Alladjim          | 10 tháng 2, 1986 (28 tuổi)  |         | Renaissance FC        |
|    | HV | Ninga Ndonane              | 25 tháng 4, 1988 (26 tuổi)  |         | Tchad                 |
| 2  | TV | Leger Djime (vice-captain) | 2 tháng 10, 1987 (27 tuổi)  |         | Difaa El Jadida       |
| 3  | TV | Morgan Betorangal          | 25 tháng 8, 1988 (26 tuổi)  |         | Union 05 Kayl-Tétange |
| 7  | TV | Hassan Hissein             | 20 tháng 5, 1992 (22 tuổi)  |         | El-Kanemi Warriors    |
| 8  | TV | Herman Doumnan             | 25 tháng 9, 1984 (30 tuổi)  |         | Gazelle FC            |
| 10 | TV | Hilaire Kedigui (captain)  | 19 tháng 9, 1985 (29 tuổi)  |         | Gazelle FC            |
| 17 | TV | Ferdinand Gassina          | 13 tháng 11, 1992 (22 tuổi) |         | Foullah Edifice       |
| 9  | TĐ | Rodrigue Ninga             | 17 tháng 5, 1993 (21 tuổi)  |         | Renaissance FC        |
| 11 | TĐ | Wola Djong Yang            | 8 tháng 11, 1995 (19 tuổi)  |         | Elect-Sport FC        |
| 12 | TĐ | Mahamat Labbo              | 21 tháng 7, 1988 (26 tuổi)  |         | ES Bonchamp           |
|    | TĐ | Hassane Brahim             |                             | 1       | Elect-Sport FC        |
|    | TĐ | Esaie Djikoloum            | 3 tháng 10, 1991 (23 tuổi)  |         | AS CotonTTchad        |
|    | TĐ | Maitara Maxime             | 5 tháng 2, 1996 (18 tuổi)   |         | Renaissance FC        |
|    |    | Nassar Koulelengar         | 5 tháng 10, 1995 (19 tuổi)  |         | Tchad                 |
|    |    | Mathieu Adeoussou          |                             |         | Tchad                 |

### Congo
Huấn luyện viên: Paolo Berrettini
| Số | VT | Cầu thủ                         | Ngày sinh (tuổi) | Trận | Bàn            | Câu lạc bộ |
| -- | -- | ------------------------------- | ---------------- | ---- | -------------- | ---------- |
| 1  | TM | Pavelh Ndzila                   |                  |      | Cộng hòa Congo |            |
| 2  |    | Joe Ombanza                     |                  |      | Cộng hòa Congo |            |
| 3  | HV | Faria Jobel Ondongo             |                  |      | Cộng hòa Congo |            |
| 4  | HV | Karl Ekaya                      |                  |      | Cộng hòa Congo |            |
| 5  | HV | Cosme Andrely Atoni Mavoungou   |                  |      | Cộng hòa Congo |            |
| 6  | HV | Grâce Mamic Itoua               |                  |      | Cộng hòa Congo |            |
| 7  |    | Dorvel Dibekou                  |                  |      | Cộng hòa Congo |            |
| 8  | TV | Hardy Alain Samarange Binguila  |                  |      | Cộng hòa Congo |            |
| 9  |    | Junior Amour Loussoukou Ngouala |                  |      | Cộng hòa Congo |            |
| 10 |    | Moïse Justalain Nkounkou        |                  |      | Cộng hòa Congo |            |
| 11 |    | Charlevy Mabiala                |                  |      | Cộng hòa Congo |            |
| 12 | TĐ | Kader Georges Bidimbou          |                  |      | Cộng hòa Congo |            |
| 13 | TV | Chris Bakaki                    |                  |      | Cộng hòa Congo |            |
| 14 |    | Baron Kimbamba                  |                  |      | Cộng hòa Congo |            |
| 15 |    | Deldi Goyi                      |                  |      | Cộng hòa Congo |            |
| 16 | TV | Saïra Issambet                  |                  |      | Cộng hòa Congo |            |
| 17 | TĐ | Arci Mouanga Biassadila         |                  |      | Cộng hòa Congo |            |
| 18 |    | Jean Rosis Opimbat              |                  |      | Cộng hòa Congo |            |
| 19 |    | Juslain Daurel Babelé           |                  |      | Cộng hòa Congo |            |
| 20 |    | Duvald Ngoma                    |                  |      | Cộng hòa Congo |            |
| 21 |    | Grâce Ntota                     |                  |      | Cộng hòa Congo |            |
| 22 |    | Yannick Elenga                  |                  |      | Cộng hòa Congo |            |

### Gabon
Huấn luyện viên: Stéphane Bouguedza 
| Số | VT | Cầu thủ                  | Ngày sinh (tuổi) | Trận | Bàn   | Câu lạc bộ |
| -- | -- | ------------------------ | ---------------- | ---- | ----- | ---------- |
|    | TM | Yves Stéphane Bitséki    |                  |      | Gabon |            |
|    | TM | Laurhian Kantsouga       |                  |      | Gabon |            |
|    |    |                          |                  |      |       |            |
|    | HV | Edmond Mouelet           |                  |      | Gabon |            |
|    | HV | Lionel Richie Yakouya    |                  |      | Gabon |            |
|    | HV | Boris Nguema             |                  |      | Gabon |            |
|    | HV | Emmanuel Régis Ndong     |                  |      | Gabon |            |
|    | HV | Muller Dinda Kambambela  |                  |      | Gabon |            |
|    | HV | Yanne José Gnassa        |                  |      | Gabon |            |
|    | HV | Martin Ndong Essono      |                  |      | Gabon |            |
|    |    |                          |                  |      |       |            |
|    | TV | Erwin Blynn Nguema Obame |                  |      | Gabon |            |
|    | TV | Serge Mbavu              |                  |      | Gabon |            |
|    | TV | Duval Filet Nzembi       |                  |      | Gabon |            |
|    | TV | Georges Ambourouet       |                  |      | Gabon |            |
|    | TV | Knox Ness Yonga          |                  |      | Gabon |            |
|    | TV | Bonaventure Sokambi Taty |                  |      | Gabon |            |
|    | TV | Cédric Ondo              |                  |      | Gabon |            |
|    |    |                          |                  |      |       |            |
|    | TĐ | Serge Mbanu              |                  |      | Gabon |            |
|    | TĐ | Auriol Pongui            |                  |      | Gabon |            |
|    | TĐ | Tchen Djesnot Kabi       |                  |      | Gabon |            |
|    | TĐ | Christ Obama             |                  |      | Gabon |            |
|    | TĐ | John Sombhy              |                  |      | Gabon |            |
|    | TĐ | Cédric Nko’O             |                  |      | Gabon |            |
|    | TĐ | Davy Mayoungou           |                  |      | Gabon |            |

## Bảng A
Source:

### Gabon
Huấn luyện viên: Stéphane Bounguendza
| Số | Vt | Cầu thủ                   | Ngày sinh (tuổi)           | Số trận | Câu lạc bộ |
| -- | -- | ------------------------- | -------------------------- | ------- | ---------- |
|    | TM | Yves Bitséki Moto         |                            |         | Bitam      |
|    | TM | Paulin Nzambi             | 5 tháng 5, 1981 (32 tuổi)  |         | OM         |
|    | TM | Nick Moundounga           | 25 tháng 2, 1994 (19 tuổi) |         | Mangasport |
|    | HV | Erwin Nguema              |                            |         | Bitam      |
|    | HV | Martin Ndong Essono       |                            |         | Mangasport |
|    | HV | Farel Mounguengui         |                            |         | Sapins     |
|    | HV | Edmond Mouele             | 18 tháng 2, 1982 (31 tuổi) |         | Mangasport |
|    | TV | Emmanuel Ndong Mba        |                            |         | Bitam      |
|    |    | Cyril Avebe               |                            |         | Missile    |
|    | TĐ | Daniel Cousin             | 7 tháng 2, 1977 (36 tuổi)  |         | Sapins     |
|    | HV | Jean René Nze-Mba         | 1 tháng 10, 1994 (19 tuổi) |         | Sapins     |
|    | TV | Franck Engonga            | 26 tháng 7, 1993 (20 tuổi) |         | CF Mounana |
|    | TV | Kabi Tchen                | 27 tháng 4, 1986 (27 tuổi) |         | Missile    |
|    | TV | Knox Younga               |                            |         | CF Mounana |
|    |    | Wombo Bithege             |                            |         | Missile    |
|    | TV | Cédric Ondo Biyoghe       |                            |         | Sapins     |
|    |    | Davis Mayoungou           |                            |         | CFM        |
|    | TV | Patrice Kouakou Kouadio   |                            |         | Sapins     |
|    | TV | Étienne Alain Djissikadié | 5 tháng 1, 1977 (36 tuổi)  |         | CFM        |
|    | TV | Samson Mbingui            | 9 tháng 2, 1992 (21 tuổi)  |         | Mangasport |

## Bảng B

### Tchad
Huấn luyện viên: Modou Kouta
| Số | Vt | Cầu thủ                | Ngày sinh (tuổi)            | Số trận | Câu lạc bộ            |
| -- | -- | ---------------------- | --------------------------- | ------- | --------------------- |
| 1  | TM | Mbairamadji Dillah     | 18 tháng 9, 1985 (28 tuổi)  |         | Tourbillon FC         |
| 14 | HV | Constant Madtoingué    | 23 tháng 9, 1994 (19 tuổi)  |         | AS CotonTTchad        |
|    | HV | Armand Djérabé         | 11 tháng 9, 1980 (33 tuổi)  |         | Foullah Edifice       |
|    | HV | Sylvain Ndoubam        | 14 tháng 3, 1987 (26 tuổi)  |         | Renaissance FC        |
|    | HV | Morgan Betorangal      | 25 tháng 8, 1988 (25 tuổi)  |         | Union 05 Kayl-Tétange |
|    |    | Nassar                 |                             |         | Renaissance FC        |
|    | HV | Moussa Docrteur        |                             |         | Renaissance FC        |
|    | HV | Cesar Abaya            | 12 tháng 10, 1984 (29 tuổi) |         | Renaissance FC        |
|    | HV | Hassan Hissein         | 20 tháng 5, 1992 (21 tuổi)  |         | El-Kanemi Warriors    |
| 2  | TV | Leger Djime            | 2 tháng 10, 1987 (26 tuổi)  |         | Difaa El Jadida       |
| 17 | TV | Ferdinand Gassina      | 13 tháng 11, 1992 (21 tuổi) |         | Foullah Edifice       |
|    | TV | Herman Doumnan         | 25 tháng 9, 1984 (29 tuổi)  |         | Gazelle FC            |
|    | TV | Hilaire Kedigui        | 19 tháng 9, 1985 (28 tuổi)  |         | Gazelle FC            |
| 9  | TĐ | Karl Max Barthelemy    | 27 tháng 10, 1986 (27 tuổi) |         | CF Mounana            |
|    | TĐ | Hassan Boudina Minandi |                             |         | Foullah Edifice       |
| 11 | TĐ | Rodrigue Ninga         | 17 tháng 5, 1993 (20 tuổi)  |         | Renaissance FC        |